# شرکت سرمایه‌گذاری انرژی چین
شرکت سرمایه‌گذاری انرژی چین (انگلیسی: China Energy Investment) شرکت دولتی برق چینی است، که در سال ۲۰۱۷ توسط گروه شنهوا تأسیس شد. 